# 히로시마 혼도리 상점가

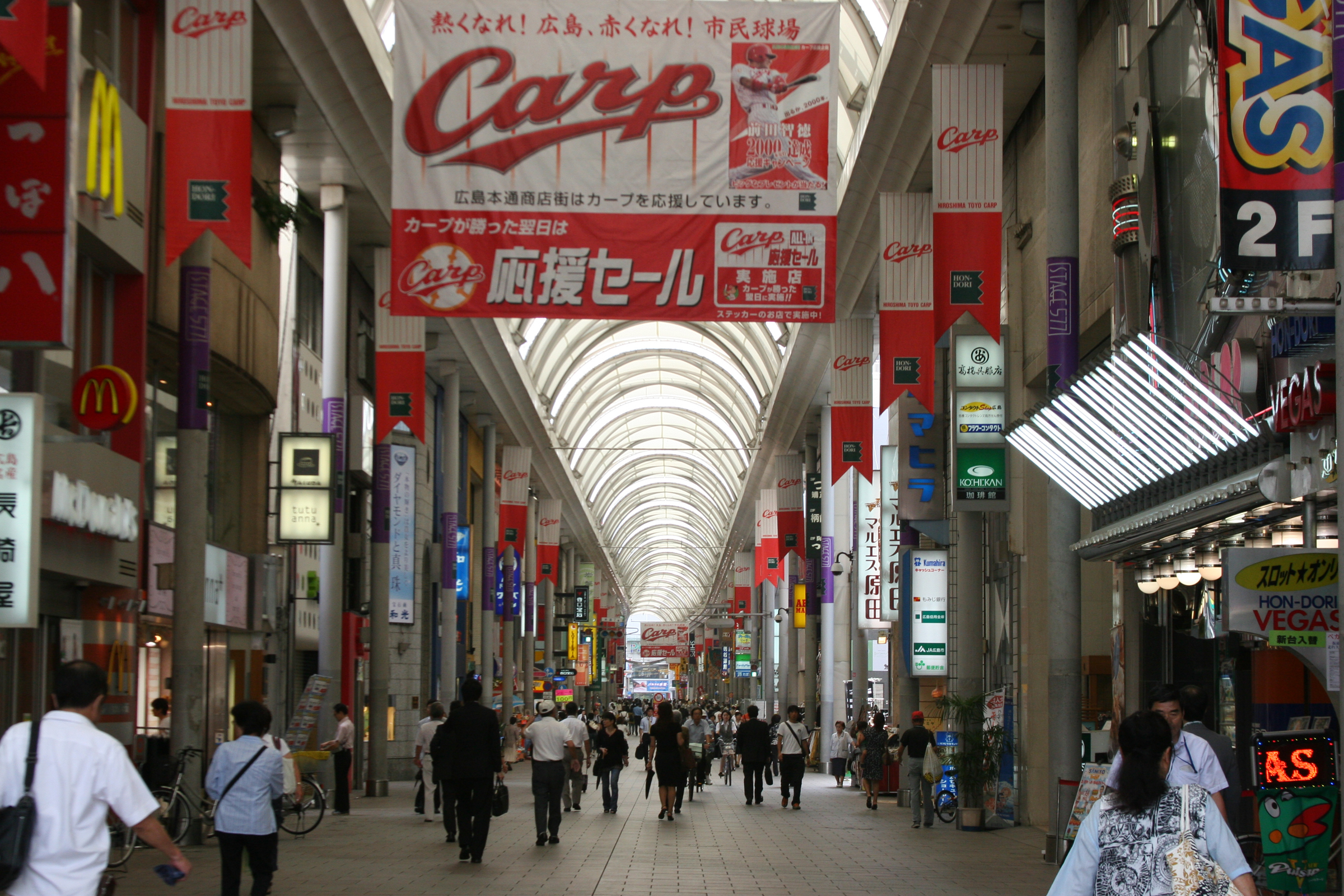
히로시마 혼도리 상점가

히로시마 혼도리 상점가(일본어: 広島本通商店街 히로시마혼도오리쇼텐가이[*])는 히로시마현 히로시마시 나카구에 위치한 상점가로, 통칭 혼도오리(일본어: 本通り)로 잘 알려져 있다.